# (10455) Donnison
(10455) Donnison est un astéroïde de la ceinture principale.

## Description
(10455) Donnison est un astéroïde de la ceinture principale. Il fut découvert le 9 juillet 1978 à l'observatoire du Mont Stromlo par Claes-Ingvar Lagerkvist. Il présente une orbite caractérisée par un demi-grand axe de 2,36 UA, une excentricité de 0,22 et une inclinaison de 6,1° par rapport à l'écliptique.

## Compléments